# 石宗源
石宗源（1946年7月—2013年3月28日），回族，河北保定市人，生于四川雅安；原西北民族学院政治系毕业，政治学本科学历。1979年5月加入中国共产党。是中共第十四、十五届中央候补委员，第十六、十七届中央委员，长期在中共党内宣传部门担任要职。曾任国家新闻出版总署署长，中共贵州省委书记、省人大常委会主任。

## 生平
1968年10月，受文化大革命影响，石宗源和当年多数毕业生一样，被安排到农村劳动锻炼，在甘肃省和政县下辖的陳家集公社上王家大隊劳动。政治学专业出身的石宗源于一年后，调县文教局工作，开启从政生涯。
他从基层党工干部做起，此后十五年，一直都在和政县工作；历任县委党校理論教員、县農林辦公室幹事、县委講師組組長，1981年1月，出任副县长，两年后升任县长；不久，即被提拔为和政县所属的臨夏回族自治州副州長；1986年11月，出任自治州党委副书记；1988年，晋升为自治州党委书记；1993年3月，进入中共甘肃省委常委，兼任省委宣传部部长。
1998年8月，石宗源调往吉林省，依然是以省委常委的身份兼任宣传部长；2000年5月，晋升中共吉林省委副书记；同年9月，石宗源上调中央，出任国家新聞出版署署長、黨組書記兼国家版权局局長。2001年3月国家新聞出版署改称“国家新聞出版总署”，石宗源继续留任署長。
2005年12月，石宗源出任中共贵州省委书记；并在次年1月召开的贵州省十届人大四次会议上，当选省人大常委会主任；2008年1月获得连任。 2008年6月28日，“瓮安骚乱”事件发生；石宗源率队到达瓮安县调研；并在7月3日召开情况汇报会上公开承认，事件的背后有着更深层次的原因，更批评地方官员不作为。
“一些干部工作不作为、不到位，一出事，就把公安机关推上第一线，群众意见很大，不但导致干群关系紧张，而且促使警民关系紧张，加之有的领导干部和公安民警长期以来失职渎职，对黑恶势力及严重刑事犯罪、群众反映的治安热点问题重视不够、打击不力，刑事发案率高、破案率低，导致当地社会治安不好，群众对此反映十分强烈。瓮安事件中，黑恶势力正是利用群众的这种不满情绪扩大事端，公然挑战国家法律的尊严和权威，借机扰乱社会、趁火打劫，从而酿成了严重后果。”
2010年8月，石宗源退休，并于8月28日，被十一届全国人大常委会任命为全国人民代表大会教育科学文化卫生委员会副主任委员。2013年3月14日，当选第十二届全国人大常委会委员、兼财政经济委员会副主任委员。
2013年3月28日，病逝北京，享年66岁。